# Elusa renalis
Elusa renalis là một loài bướm đêm trong họ Noctuidae.